# Ellisina constantia
Ellisina constantia är en mossdjursart som först beskrevs av Arnold Girard Kluge 1914.  Ellisina constantia ingår i släktet Ellisina och familjen Calloporidae. Inga underarter finns listade i Catalogue of Life.